# Rustroff
Rustroff là một xã trong vùng Grand Est, thuộc tỉnh Moselle, quận Thionville-Est, tổng Sierck-les-Bains. Tọa độ địa lý của xã là 49° 26' vĩ độ bắc, 06° 22' kinh độ đông. Rustroff nằm trên độ cao trung bình là 300 mét trên mực nước biển, có điểm thấp nhất là 147 mét và điểm cao nhất là 358 mét. Xã có diện tích 3,23 km², dân số vào thời điểm 2004 là 551 người; mật độ dân số là 172 người/km². Rustroff nằm khoảng 16 km đông bắc của Thionville.

## Thông tin nhân khẩu
| 1962 | 1968 | 1975 | 1982 | 1990 | 1999 |
| ---- | ---- | ---- | ---- | ---- | ---- |
| 545  | 570  | 510  | 466  | 550  | 513  |